# Lesjaskog
Lesjaskog är en ort i Lesja kommun i Innlandet fylke i Norge. Orten ligger i den översta delen av Romsdalen, vid Europaväg 136 och Raumabanan, vid den västra änden av insjön Lesjaskogsvatnet, där älven älven Rauma har sitt utlopp. Här finns Lesjaskogs kyrka.

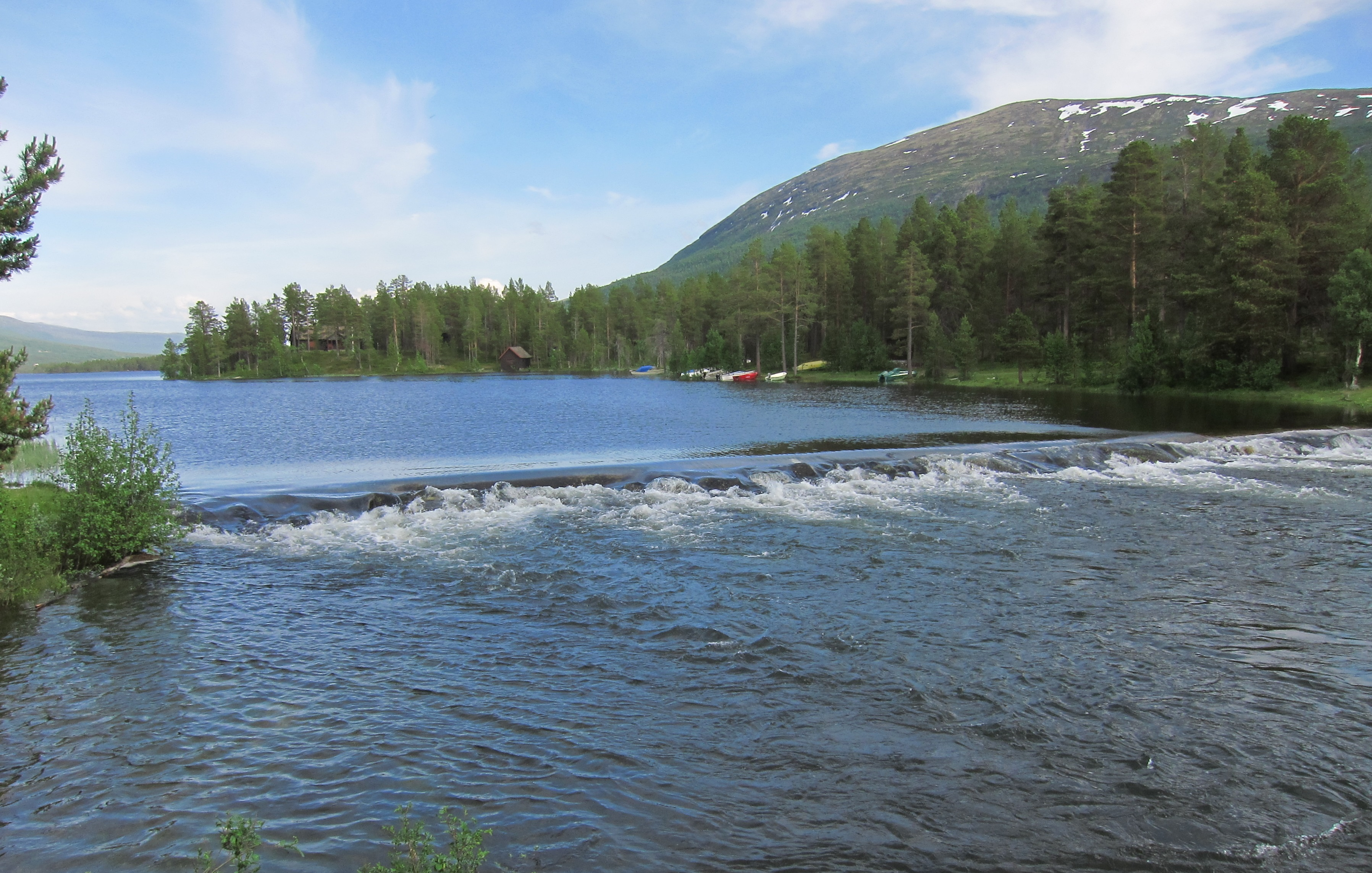
Älven Raumas utlopp från Lesjaskogsvatnet.